# Deutsch-maltesische Beziehungen
Deutschland und Malta unterhalten seit 1965 diplomatische Beziehungen. Beide Staaten sind Mitglieder der Organisation für Sicherheit und Zusammenarbeit in Europa, der Europäischen Union, des Schengen-Raums und der Eurozone. Malta arbeitet mit der NATO im Programm Partnerschaft für den Frieden zusammen.
Eine deutsche Botschaft eröffnete in Valletta im Jahr 1965. Malta verfügt über eine Botschaft in Berlin.
Die Universität Malta verfügt seit 2008 über einen vollwertigen Germanistikstudiengang.
Die Deutsch-Maltesische Gesellschaft existiert seit 1991 und hat ihren Sitz in Adenau.

## Geschichte

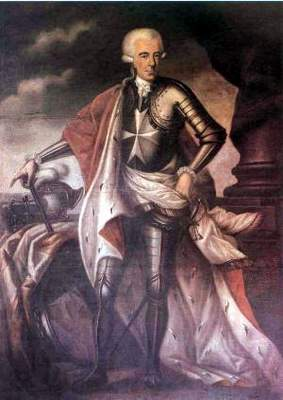
Ferdinand von Hompesch zu Bolheim, aus dem Rheinland gebürtiger Großmeister des Malteserordens 1797–1799, Herrscher über Malta bis zur Machtübernahme durch die Franzosen 1798

Im Mittelalter stand Malta von 1194 bis 1268 unter Herrschaft der Staufer, die zu dieser Zeit die römisch-(deutschen) Herrscher stellten. Im 16. Jahrhundert gelangte Malta für kurze Zeit in den Herrschaftsbereich des römisch-(deutschen) Kaisers Karl V., welcher es 1525 dem aus Rhodos vertriebenen Johanniterorden als Lehen anbot. Der Orden bestimmte die Geschichte der Insel für die folgenden 268 Jahre und wird daher oft auch „Malteserorden“ genannt.
1798 wurde Napoléon Bonaparte mit seiner Flotte vor Malta gesichtet. Unter dem bisher einzigen deutschen Großmeister des Ordens Ferdinand von Hompesch zu Bolheim kam es zur kampflosen Übergabe der Insel und deren Verlassen durch die Ordensritter, so dass Ferdinand auch der letzte Großmeister war, der auf Malta residierte.
Nach einem maltesischen Aufstand kamen die Inseln im Jahr 1800 zu Großbritannien, unter dessen Kontrolle es bis 1964 bleiben sollte.
Im Ersten Weltkrieg wurden von Malta aus Operationen gegen deutsche U-Boote eingeleitet. Während des Zweiten Weltkrieges diente Malta den Alliierten aufgrund seiner strategisch günstigen Lage abermals als Stützpunkt. Die Insel wurde in der Folge von über 2000 deutschen und italienischen Luftangriffen (siehe Belagerung von Malta (Zweiter Weltkrieg)) getroffen, denen mehr als 1500 Malteser zum Opfer fielen. 1964 erlangte Malta seine Unabhängigkeit. 1965 wurden diplomatische Beziehungen zwischen der Bundesrepublik Deutschland und Malta aufgenommen. Intensiviert haben sich die Beziehungen mit dem Beitritt Maltas zur Europäischen Union 2004.
Ein neues Beispiel für die deutsch-maltesischen Beziehungen war die Frontex-Mission „Nautilus“, als Deutschland den Mittelmeerstaat von 2007 bis 2009 mit Hubschraubern bei der Suche und Bergung von Flüchtlingen aus maltesischen Gewässern unterstützte. Bei deutschen Touristen ist Malta sehr beliebt: sie stellen neben den Briten und Italienern das größte Urlauberkontingent.